# Звёздный (класс гоночных яхт)
«Звёздный» (англ. Star) — килевая гоночная яхта-монотип бывшего олимпийского класса. Вооружение — бермудский шлюп. Экипаж — 2 человека.  Максимальная допустимая длина яхты – 6,9 м при ширине корпуса в 1,7 м, осадка равняется 1 м. Общая площадь парусного вооружения составляет 26,5 кв.м. Установка спинакера на «Звёздном» не предусмотрена.

## История
Яхта была спроектирована в США в 1911 году конструктором Уильямом Гарднером. В первый же год было построено 22 лодки.
В 1922 году более ста лодок объединились в Ассоциацию класса.
В 1932 году «Звёздный» был включен в программу парусного спорта на Олимпийских играх и был в этой программе до 2012 года, за исключением Олимпиады 1976 года, когда «Звёздный» на один олимпийский цикл был заменён на «Темпест».
В 2011 году исключён из программы летней Олимпиады 2016 года.

## «Звёздный» в СССР и России
Ярким представителем рулевых яхт класса «Звёздный» в России был Тимир Пинегин, тринадцатикратный чемпион СССР в этом классе (1953—1962, 1964—1965, 1969) и ещё трёхкратный чемпион в классе «Солинг» (1970, 1972, 1973). С 1961 и по 1966 год он был бронзовым призёром чемпионатов Европы в классе «Звёздный», чемпионом Европы 1964 года, принимал участие в пяти Олимпиадах, из них в четырёх — с матросом Фёдором Шутковым в классе «Звёздный»:
- 1956 — 8-е место;
- 1960 — 1-е место, завоевав первую золотую олимпийскую медаль Советского Союза в парусном спорте;
- 1964 — 5-е место;
- 1968 — 16-е место.

Олимпийскими чемпионами 1980 года стал экипаж в составе Валентин Манкин и Александр Музыченко.
Чемпионами Европы 1984 года стал экипаж в составе Гурам Биганишвили и Александр Зыбин.
На чемпионате Европы 1989 года Виктор Соловьёв и Александр Зыбин были бронзовыми призёрами.

## Иллюстрации

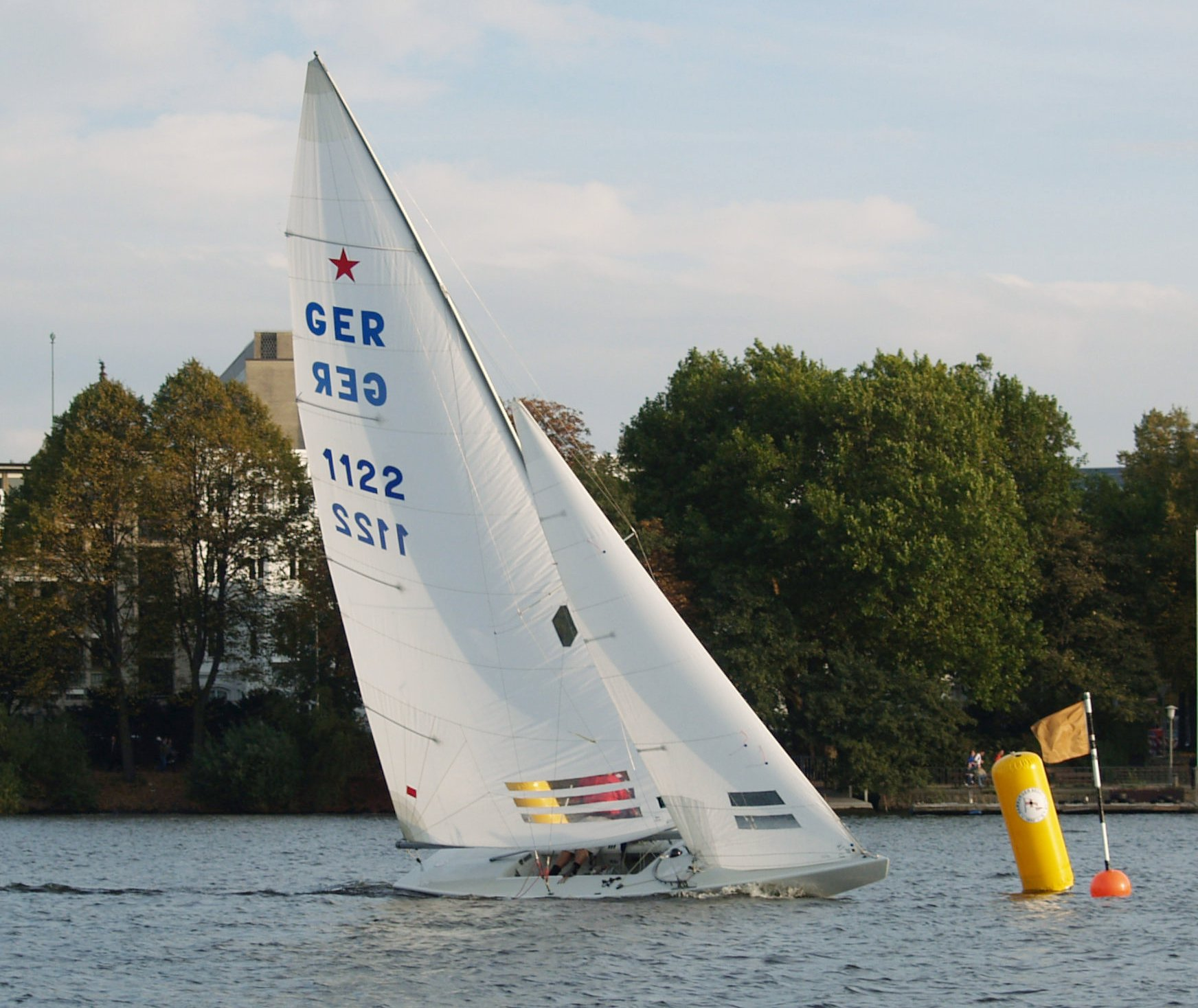
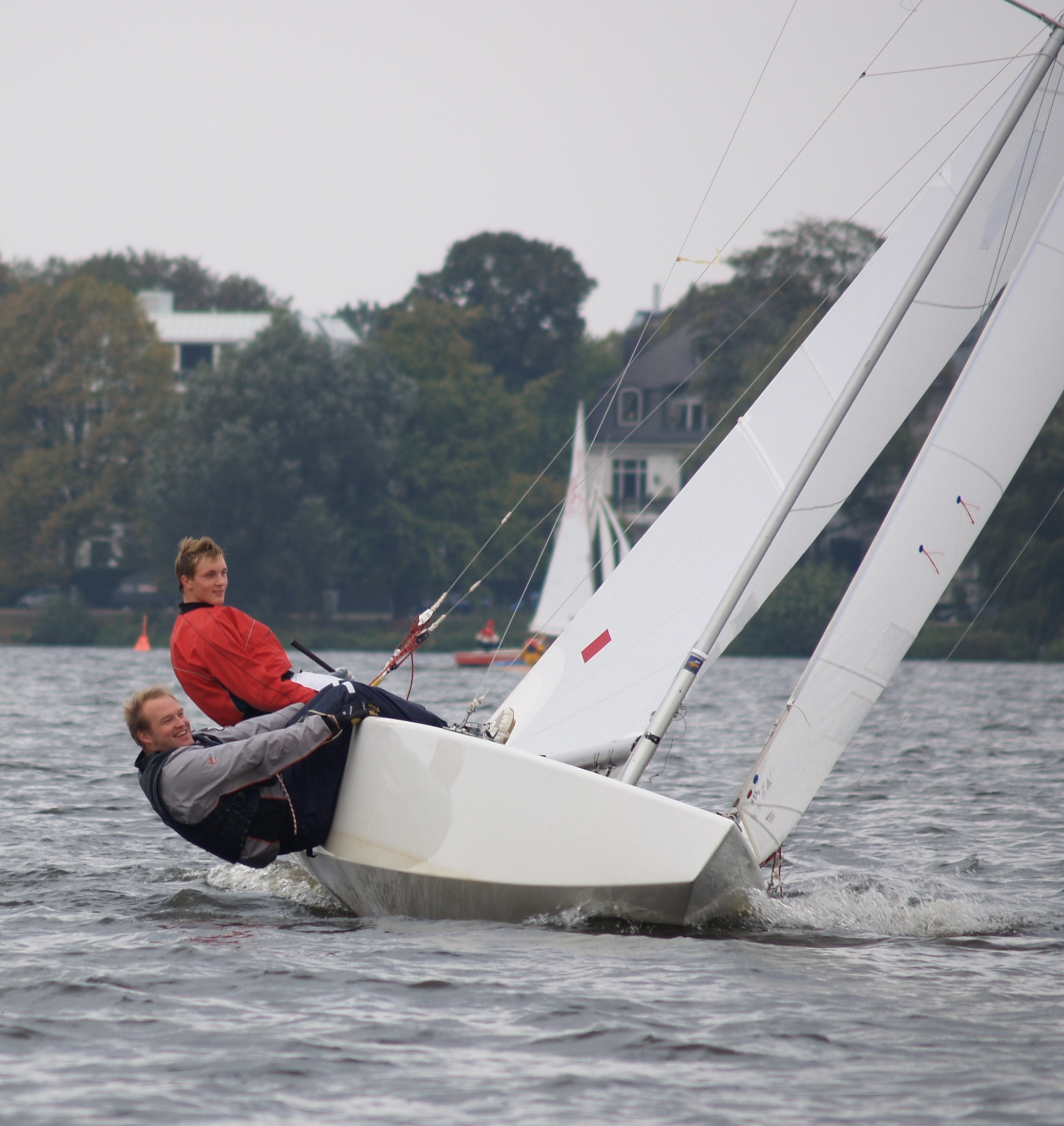
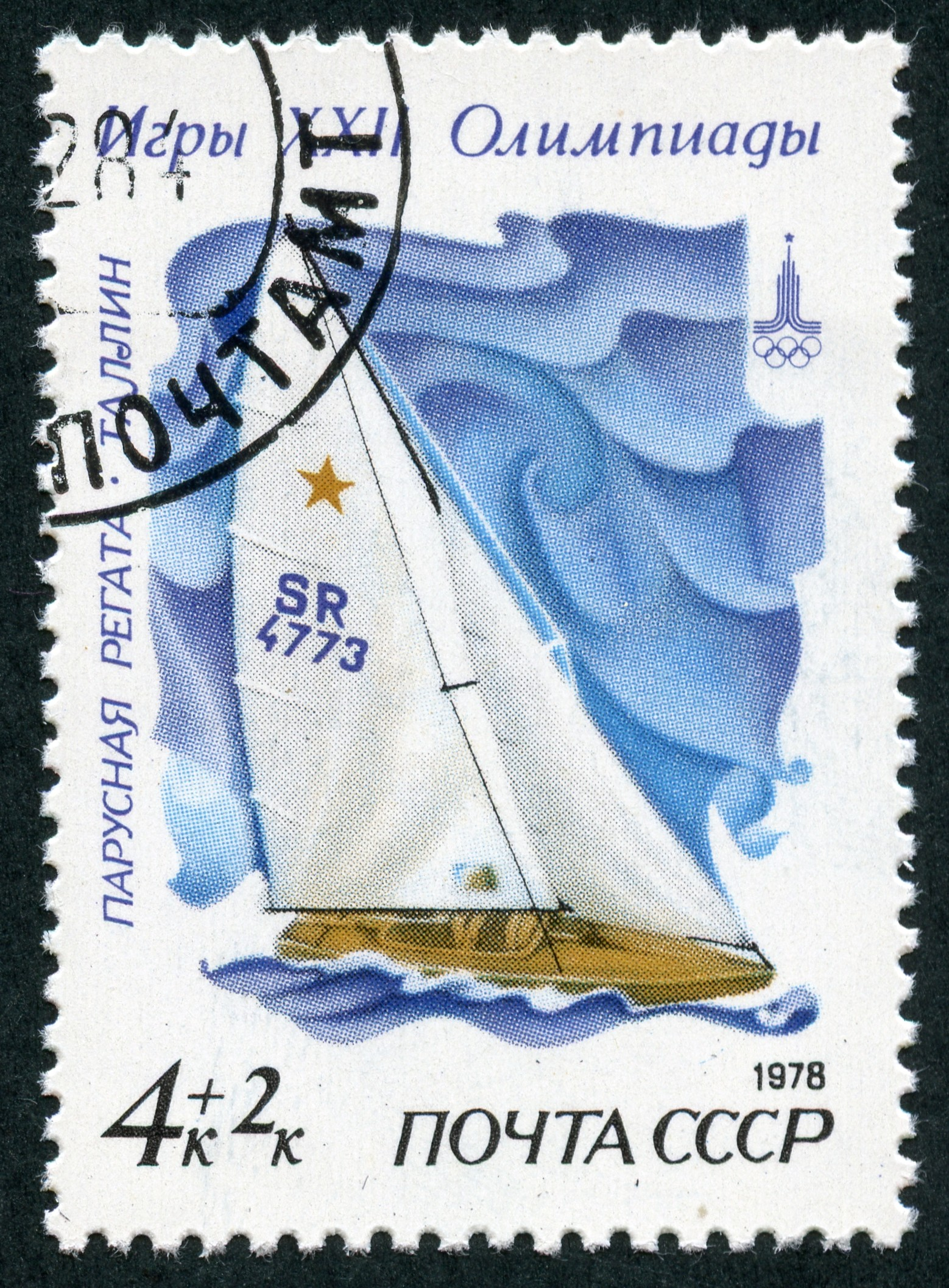
Звёздный в филателии
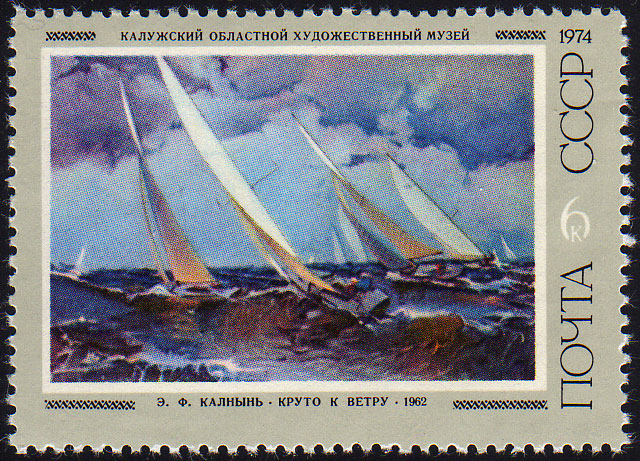
Звёздный в живописи